# 레페아 FC
레페아 FC는 사모아의 축구 클럽이다. 연고지는 투아마사가 구에 위치한 레페아(Lepea)라는 마을이다. 현재 사모아 내셔널 리그에 참가 중이며, 2002 시즌부터 2005 시즌까지 4회 연속 우승을 기록하였다.

## 구단 역사
레페아 FC는 1987년에 설립되었다. RSSSF에 따르면, 이 팀의 최초 기록은 2000 시즌 2부 리그에 나타난다. 2000 시즌 승격에 성공하여, 2001 시즌부터는 1부 리그인 사모아 내셔널 리그에서 활동하기 시작하였다. 2002년부터 2005년까지 4년 연속 사모아 내셔널 리그 우승을 차지했다. 2004년 사모아의 전국체육대회격인 Champ of Champs (COC) 참가를 위해 팀명을 투아나이마토 브리즈 (Tuanaimato Breeze)로 변경하였다. 한편 일부 소식통에 따르면, 2005 시즌에는 같은 이름의 클럽이 2부 리그인 우폴루 퍼스트 디비전에 참가했다고 전해지는데, 이 팀의 2군 팀인 것으로 추정되었다. (즉, 2005년 시즌 1부 리그는 '투아나이마토 브리즈', 2부 리그는 '스트릭랜드 브라더스 레페아'라는 이름으로 참가한 것으로 보임) 2013-14 시즌에 2부 리그로 강등당한 것으로 추정되며, 2016 시즌 2부 리그에서 2위로 승격하여, 2017 시즌부터 다시 사모아 내셔널 리그에서 활동하고 있다.

## 선수 명단

### 현역
이 선수 명단은 2019 시즌 현재의 선수 명단이다.
참고: FIFA 자격 규정에 따라 소속된 국가대표팀 국기를 표시합니다. 선수는 복수의 FIFA 비회원국 국적을 가지고 있을 수 있습니다.
| 번호 | 포지션 | 국적   | 이름                |
| ---- | ------ | ------ | ------------------- |
| —    | GK     | 사모아 | 파투발루 누미아     |
| —    | DF     | 사모아 | 피터 펠리세         |
| —    | DF     | 사모아 | 사카리아 푸이마오노 |
| —    | MF     | 사모아 | 다니엘레 스카로니   |
| —    | MF     | 사모아 | 폴 펠리세           |
| —    | FW     | 사모아 | 가와사키 사오파이가 |
| 10   | FW     | 사모아 | 데스몬드 파아이와소 |

## 역대 우승
- 사모아 내셔널 리그: 4

2002, 2003, 2004, 2005

## 구단명 변천사
- 1987년~2001년 : 레페아 FC (Lepea FC)
- 2001년~2004년 : 스트릭랜드 브라더스 레페아 (Strickland Brothers Lepea)
- 2005년 : 투아나이마토 브리즈 (Tuanaimato Breeze)
- 2006년~2015년 : 스트릭랜드 브라더스 레페아 (Strickland Brothers Lepea)
- 2016년~2017년 : 레페아 SC (Lepea SC)
- 2018년~2020년 현재 : 레페아 FC (Lepea FC)